# Slaget ved Santa Cruz-øerne
Slaget ved Santa Cruz-øerne blev udkæmpet den 26. oktober 1942 som led i Stillehavskrigen under 2. verdenskrig. Det var det fjerde hangarskibsslag mellem den amerikanske og den japanske flåde. I lighed med slaget i Koralhavet, slaget ved Midway og slaget øst for Salomonøerne var de to flåder ikke inden for synsvidde eller kanonafstand af hinanden. I stedet blev alle angreb fra begge sider gennemført med fly fra hangarskibe eller fra land.
I et forsøg på at fordrive de Allierede styrker fra Guadalcanal og omkringliggende øer planlagde den kejserlige japanske hær en landoffensiv på Guadalcanal, som skulle foregå 20. – 25. oktober 1942. Som støtte til denne offensiv og i håb om at komme i kamp med allierede flådestyrker, gik japanske hangarskibe og andre store krigsskibe i stilling nær de sydlige Salomonøer. Fra denne position håbede de japanske flådestyrker på at kunne angribe og afgørende besejre enhver flådestyrke, især hangarskibe, som reagerede på landoffensiven. Allierede flådestyrker håbede også på at komme i kamp med japanske flådestyrker med henblik på at bryde det herskende dødvande og afgørende besejre fjenden.
Den japanske landoffensiv på Guadalcanal blev besejret af allierede landstyrker i slaget om Henderson Field. Alligevel stødte de to modstanderes fly og skibe sammen om morgenen den 26. oktober 1942 lige nord for Santa Cruz-øerne. Efter udveksling af luftangreb fra hangarskibe blev de allierede overfladeskibe tvunget til at trække sig tilbage fra kampområdet, da et hangarskib var blevet sænket og et andet svært beskadiget. De deltagende japanske hangarskibsstyrker trak sig også tilbage, fordi de havde lidt store tab af fly og flybesætninger foruden betydelige skader på to hangarskibe. Selv om slaget lignede en taktisk sejr til japanerne, viste tabet af mange uerstattelige erfarne flybesætninger sig at være en langsigtet fordel for de allierede, som havde tabt væsentlig færre flybesætninger og hurtigt kunne erstatte tabene. Slaget betragtes derfor som en Pyrrhussejr for japanerne, da de japanske hangarskibe herefter ikke spillede nogen større rolle i slaget om Guadalcanal, der til sidst blev vundet af de allierede.

## Baggrund
Den 7. august 1942 gik vestallierede styrker i land på de japansk besatte øer Guadalcanal, Tulagi og Floridaøerne i Salomonøerne. Landsætningerne havde til mål at forhindre japanerne i at bruge dem til baser, der kunne true de allierede forsyningslinjer mellem USA og Australien og sikre sig et udgangspunkt for et felttog mod japanerne med henblik på at erobre eller isolere den store japanske base i Rabaul og samtidig støtte det allierede felttog på Ny Guinea. Landsætningerne blev indledningen på det 6 måneder lange slag om Guadalcanal.
Efter slaget øst for Salomonøerne, hvor hangarskbiet USS Enterprise blev stærkt beskadiget og tvunget til at sejle tilbage til Pearl Harbor på Hawaii og gennemgå reparationer i en måned, var der stadig tre amerikanske hangarskibsgrupper i det sydlige Stillehav. Disse grupper bestod af hangarskibene USS Wasp, Saratoga og Hornet og deres fly samt slagskibe, krydsere og destroyere og var primært placeret mellem Salomonøerne og Ny Hebriderne (Vanuatu). Her havde hangarskibene til opgave at bevogne forsyningslinjen mellem de store allierede baser på Ny Kaledonien og Espiritu Santo, støtte de allierede landstyrker på Tulagi mod japanske modoffensiver, dække overførslen af forsyninger til Guadalcanal samt angribe og ødelægge japanske krigsskibe, især hangarskibe, som kom indenfor rækkevidde.
Området, hvor de amerikanske hargarskibsstyrker opererede, kaldtes "Torpedo Junction" af de amerikanske styrker på grund af det store antal japanske undervandsbåde i området. Den 31. august blev Saratoga torpederet af den japanske undervandsbåd I-26 og måtte repareres i tre måneder. Den 14. september blev Wasp ramt af tre torpedoer fra den japanske undervandsbåd I-19, mens den beskyttede en større forstærknings- og forsyningskonvoj til Guadalcanal og næsten kom i kamp med to japanske hangarskibe Shōkaku og Zuikaku (som trak sig tilbage lige inden de to grupper kom inden for rækkevidde af hinandens fly). Da maskinerne var ødelagt af skader fra torpedoerne, kunne brandbekæmpelsen ikke slukke de store brande, og skibet blev forladt og sænket.
Selv om amerikanerne nu kun havde et hangarskib (Hornet), som var klar til indsats i det sydlige Stillehav, blev de allierede ved med at være overlegne i luften over de sydlige Salomonøer, fordi de havde fly med base på Henderson Field på Guadalcanal. Om natten, hvor fly ikke kunne operere effektivt, kunne japanerne imidlertid operere med deres skibe omkring Guadalcanal næsten efter forgodtbefindende. Der opstod således et dødvande i slaget om Guadalcanal, hvor de allierede fremførte forstærkninger og forsyninger om dagen, mens japanerne sejlede forstærkninger og forsyninger ind med krigsskibe i "Tokyo Express" om natten. Ingen af de to sider var i stand til at fremføre tilstrækkelig mange tropper og forsyninger til at opnå en afgørende fordel. I midten af oktober havde begge sider nogenlunde lige mange tropper på øen. Dødvandet blev kortvarigt afbrudt af to søslag. Om natten den 11.-12. oktober opfangede og besejrede en amerikansk styrke en japansk styrke, som var på vej for at bombardere Henderson Field i slaget ved Kap Esperance, men blot to nætter senere bombarderede en japansk styrke, som omfattede slagskibene Haruna og Kongō, Henderson Field, ødelagde de fleste amerikanske fly og forårsagede alvorlige skader på flyvepladsens faciliteter. Selv om flyvepladsen stadig kunne bruges, tog det flere uger inden flyvepladsen var blevet repareret og havde fået nye fly, så den var oppe på fuld styrke igen..
På dette tidspunkt foretog amerikanerne to skridt, som skulle forsøge at bryde dødvandet. For det første blev reparationerne på Enterprise forceret, så skibet kunne vende tilbage til det sydlige Stillehav så hurtigt som muligt. Den 10. oktober modtog Enterprise sine nye fly og flybesætninger. Den 16. oktober forlod den Pearl Harbor, og den 23. oktober var den tilbage i det sydlige Stillehav og mødtes med Hornet og resten af de allieredes flåde i området den 24. oktober 273 sømil nordøst for Espiritu Santo.
For det andet udskiftede admiral Chester Nimitz, som var de allieredes øverstkommanderende i Stillehavet, viceadmiral Robert L. Ghormley med viceadmiral William Halsey, Jr. som chef for flådestyrkerne i det sydlige Stillehav, som havde kommandoen over allierede styrker involveret i felttoget på Salomonøerne. Nimitz mente, at Ghormley var blevet for snæversynet og pessimistisk til effektivt at kunne lede de allierede styrker i kampen om Guadalcanal. Halsey var efter sigende respekteret i hele flåden, fordi han var en fighter. Efter at have overtaget posten begyndte Halsey straks at udarbejde planer, som skulle trække de japanske flådestyrker ind i kamp, og skrev til Nimitz, "Jeg måtte begynde at slå løs næsten med det samme."
Den japanske kombinerede flåde forsøgte også at trække allierede flådestyrker ind i noget, som de håbede kunne blive et afgørende slag. To store hangarskibe, Hiyō og Junyō, samt et mindre hangarskib, Zuihō, ankom til den japanske flådebase på Truk fra Japan i begyndelsen af oktober og sluttede sig til Shōkaku og Zuikaku. Med fem hangarskibe fuldt udstyret med fly og talrige slagskibe, krydsere og destroyere var den japanske flåde under admiral Isoroku Yamamoto sikker på, at de kunne få revanche for nederlaget i slaget ved Midway. Bortset fra et par luftangreb på Henderson Field i oktober holdt de japanske hangarskibe og deres støtteskibe sig ude af slaget om Guadalcanal og opholdt sig i stedet i den nordvestlige del af Salomonøerne, mens de ventede på en lejlighed til at nærme sig og angribe de amerikanske hangarskibe. Da den kejserlige japanske hærs næste planlagte storangreb på allierede styrker på Guadalcanal var fastsat til den 20. oktober, begyndte Yamamotos skibe at placere sig ved de sydlige Salomonøer, så de kunne støtte hærens offensiv og være klar til at angribe allierede krigsskibe og ikke mindst hangarskibe, som nærmede sig for at støtte de allierede styrker på øen. Japanerne mente, at det var sandsynligt, at der var amerikanske flådestyrker i området, fordi de havde læst et telegram fra United Press fra den 20. oktober, hvor af det fremgik, at USA var ved at forberede sig på et stort flåde- og luftslag i det sydlige stillehav.

## Optakt
Fra den 20. til den 25. oktober forsøgte japanske landstyrker på Guadalcanal at erobre Henderson Field i et stort angreb mod de amerikanske tropper, som forsvarede flyvepladsen. Angrebet blev imidlertid slået afgørende tilbage, og japanerne led store tab under slaget om Henderson Field.
Da de fejlagtigt troede, at det var lykkedes den japanske hær at erobre Henderson Field, sejlede en japansk flådestyrke tæt på Guadalcanal om morgenen den 25. oktober for at yde yderligere støtte til hærens offensiv. Fly fra Henderson Field angreb konvojen hele dagen og sænkede den lette krydser Yura og beskadigede destroyeren Akizuki.
Trods det, at de japanske landstyrkers offensiv var slået fejl, og trods tabet af Yura fortsatte resten af den kombinerede japanske flåde at manøvrere i nærheden af de sydlige Salomonøer den 25. oktober i håbet om at støde på allierede styrker og komme i kamp. Den japanske styrke omfattede 4 hangarskibe, fordi Hiyō ved et uheld var blevet ramt af brand den 22. oktober, hvilket havde tvunget den til at vende tilbage til Truk for at blive repareret. Den japanske flådestyrke var delt i tre grupper. Den fremskudte gruppe bestod af Junyō foruden 2. slagskibe, 4 tunge og 1 let krydser samt 10 destroyere og var under kommando af viceadmiral Nobutake Kondō i den tunge krydser Atago. Hovedstyrken bestod af Shōkaku, Zuikaku og Zuihō samt en tung krydser og otte destroyere og var under kommando af viceadmiral Chuichi Nagumo i Shōkaku. Den forreste gruppe bestod af to slagskibe, tre tunge og en let krydser samt syv destroyere og var under kommando af kontreadmiral Hiroaki Abe i slagskibet Hiei. Udover at have kommandoen over den fremskudte styrke havde Kondo overkommandoen over de tre styrker.
På amerikansk side krydsede flådegrupperne omkring USS Hornet og Enterprise, som var under kommando af kontreadmiral Thomas Kinkaid, rundt nord for Santa Cruz-øerne den 25. oktober på udkig efter de japanske flådestyrker. De amerikanske skibe sejlede som to adskilte hangarskibsgrupper i en afstand af ca. 10 sømil. Udover de to hangarskibe bestod den amerikanske styrke af et slagskib, USS South Dakota, seks krydsere, Portland, San Juan, Northampton, Pensacola, San Diego og Juneau samt 14 destroyere. En PBY Catalina flyvebåd fra Santa Cruz-øerne lokaliserede den japanske hovedstyrke kl. 11.03, men de japanske hangarskibe var omkring 355 sømil fra den amerikanske styrke, lige uden for hangarskibsflyenes rækkevidde. Kinkaid håbede på at formindske afstanden, så han kunne gennemføre et angreb samme dag, og sejlede med fuld fart mod de japanske skibe, og kl. 14.25 afsendte han en angrebsstyrke på 23 fly. Men da japanerne var klar over, at de var blevet opdaget af amerikanske fly og ikke selv vidste, hvor de amerikanske hangarskibe befandt sig, vendte de om og sejlede nordpå for at holde sig uden for de amerikanske flys rækkevidde. Den amerikanske angrebsstyrke måtte derfor vende tilbage til deres hangarskibe uden at have fundet eller angrebet de japanske skibe.

## Slaget

### Angreb fra hangarskibe den 26. oktober – første angreb
Klokken 2.50 den 26. oktober skiftede de japanske skibe igen kurs og sejlede nu sydpå. De to flåder nærmede sig til en afstand af 200 sømil kl. 5.00. Begge sider afsendte adskillige rekognosceringsfly og forberedte deres øvrige fly på at angribe, så snart den anden sides skibe var blevet lokaliseret. Selv om en Catalina med radar opdagede de japanske hangarskibe kl. 3.10, nåede rapporten herom først frem til Kinkaid kl. 5.12. Da han troede, at de japanske skibe formentlig havde ændret position i løbet af de mellemliggende to timer, besluttede han at vente med at afsende en angrebsstyrke, indtil han fik mere aktuel angivelse af de japanske skibes placering.
Klokken 6.45 opdagede et amerikansk rekognosceringsfly hangarskibene i Nagomos hovedstyrke. Klokken 6.58 rapporterede et japansk rekognosceringsfly tilsvarende, hvor Hornet befandt sig. Begge sider skyndte sig for at blive de første, der angreb. Japanerne var de første, som fik sendt en angrebsstyrke af sted. Den var på 64 fly, heraf Aichi D3A styrtbombefly, 20 Nakajima B5N torpedofly, 21 A6M3 Zero jagerfly og 2 Nakajima B5N2 kommandofly mod Hornet kl. 07.40. Ligeledes ankom kl. 7.40 to amerikanske SBD-3 Dauntless fly ved Zuihō. Da den japanske jagerdækning havde travlt med at jagte andre amerikanske rekognosceringsfly, kunne begge de amerikanske fly gennemføre et angreb og kaste deres bomber mod Zuihō, hvilket forårsagede store skader og forhindrede at hangarskibet kunne modtage fly, som ville lande.
I mellemtiden beordrede Kondo Abes forreste styrke til at skynde sig frem og forsøge at opfange og angribe de amerikanske krigsskibe. Kondo lod også sin egen fremskudte styrke sejle frem med højeste hastighed, så flyene fra Junyō kunne slutte sig til angrebene på de amerikanske skibe. Klokken 08.10 afsendte Shōkaku en ny bølge af fly bestående af 19 styrtbombefly og 8 Zero jagere, mens Zuikaku afsendte 16 torpedobombefly kl. 0.:40. Klokken 9.10 havde japanerne således 110 fly på vej til at angribe de amerikanske hangarskibe.
De amerikanske angrebsfly var ca. 20 minutter bagefter japanerne. Da de mente, at et hurtigt angreb var vigtigere end et koordineret angreb, fløj de amerikanske fly af sted mod de japanske skibe i mindre grupper. Den første gruppe bestod af 15 SBD styrtbombefly, 6 TBF-1 Avenger torpedobombefly og 8 F4F4 Wildcat jagere under kommando af orlogskaptajn R. Eation fra Hornet og tog af sted omkring kl. 8 fra Hornet. En anden gruppe med 3 SBD, 7 TBF og 8 Wildcats fra Enterprise tog af sted kl. 8.10. En tredje truppe med 9 SBD, 8 TBF og7 Wildcats fra Hornet var i luften kl. 8.20.
Klokken 8.40 passerede de to angrebsstyrker inden for synsvidde af hinanden. 9 Zeroer fra Zuihō overraskede og angrebsgruppen fra Enterprise med et angreb, hvor de havde solen i ryggen. I angrebet blev 4 zeroer, tre wildcats og 2 TBF'er skudt ned, mens yderligere to TBF'er og en Wildcat blev tvunget til at vende om på grund af svære skader.
Klokken 8.50 opdagede den forreste angrebsstyrke fra Hornet fire skibe fra Abes forreste styrke. Da de fortsatte, opdagede de amerikanske fly de japanske hangarskbie og forberedte sig på at angribe. Tre Zeroer fra Zuihō angreb styrkens Wildcats og trak dem væk fra de bombefly, de skulle beskytte. Styrtbombeflyene i den første gruppe indledte således deres angreb uden jagereskorte. 20 zeroer fra de japanske hangarskibe angreb de amerikanske bombefly og nedskød 4. De resterende 11 indledte deres angreb på Shōkaku kl. 9.27 og ramte den med 3-6 bomber, hvilket ødelagde flydækket og forårsagede alvorlige skader i skibets indre. Det sidste af de 11 bombefly mistede overblikket over, hvor Shōkaku befandt sig, og kastede i stedet sin bombe mod den japanske destroyer Teruzuki og forårsagede mindre skader. De seks torpedofly i den første angrebsstyrke, som var blevet adskilt fra deres gruppe, kunne ikke finde de japanske hangarskibe og vendte til sidst om. På hjemvejen mod Hornet angreb de den svære japanske krydser Tone,, men ingen af torpedoerne ramte.
Torpedoflyene fra den anden angrebsformation fra Enterprise kunne ikke finde de japanske hangarskibe og angreb i stedet den svære japanske krydser Suzuya fra Abes forreste styrke, men forårsagede ingen skader. På omtrent samme tidspunkt fandt den tredje amerikanske angrebsstyrke fra Hornet Abes skibe og angreb den japanske svære krydser Chikuma og ramte den med 2 1.000 bunds bomber, som forårsagede svære skader. De tre styrtbombefly fra Enterprise ankom derefter og angreb også Chikuma og forårsagede yderligere skader, da en bombe ramte og 2 landede tæt ved.
Endelig ankom de 8 torpedofly fra den tredje angrebsgruppe og angreb den rygende Chikuma og landede endnu en træffer. Chikuma trak sig ud af slaget eskorteret af to destroyere og satte kursen mod Truk for at blive repareret.
De amerikanske hangarskibe fik besked fra deres udgående angrebsstyrke kl. 8.30 om, at japanske fly var undervejs. Klokken 8.52 fik den japanske leder af angrebet øje på Hornet-gruppen (Enterprise-gruppen var skjult af en regnbyge) og satte sit angreb ind. Klokken 8.55 opdagede de amerikanske hangarskibe de japanske fly på radaren 35 sømil borte og begyndte at dirigere de 37 Wildcats i deres jagerpatrulje mod de japanske fly. På grund af kommunikationsproblemer, fejltagelser og primitive kontrolprocedurer var det kun nogle få af de japanske jagere, der kom i kamp med de japanske fly, inden de indledte deres angreb på Hornet. Selv om den amerikanske jagerpatrulje nedskød adskillige styrtbombefly, kunne de fleste japanske fly indlede deres angreb forholdsvis uskadt af de amerikanske jagere.
Klokken 9.09 åbnede antiluftskytset på Hornet og dens eskorte ild mod de 20 uskadte japanske torpedofly og resterende 16 styrtbombefly, da de indledte deres angreb på hangarskibet. Klokken 9.12 blev hornet ramt af en 250 kg semi-panserbrydende bombe lige på flydækket ud for øen. Bomben gennembrød tre dæk, inden den eksploderede og dræbte 60 mand. Få øjeblikke senere ramte en 242 kg bombe flydækket og eksploderede ved anslaget, hvilket skabte et 3,3 meter stort hul og dræbte 30 mand. Omkring et minut senere ramte en tredje bombe Hornet i nærheden af den første og trængte ned gennem tre dæk inden den eksplodere, hvilket skabte yderligere alvorlige skader, men ikke umiddelbart tab af liv. Klokken 9.14 blev et styrtbombefly ramt af antiluftskyts lige over Hornet. Det ramte fly styrtede ned i skibets skorsten og spredte brændende flybenzin over signaldækket.
Samtidig med at styrtbombeflyene angreb nærmede torpedofly sig også Hornet fra to forskellige vinkler. Selv om de havde store tab på grund af beskydningen fra antiluftskytset, ramte torpedoflyene Hornet med to torpedoer mellem kl. 09.13 og 09.17, hvilket fik maskinerne til at sætte ud. Mens Hornet tabte farten, nærmede et beskadiget japansk styrtbombefly sig og ramte med vilje hangarskibets side, hvilket udløste en brand i nærheden af skibets største lager af flybenzin. Klokken 9.20 forsvandt de resterende angrebsfly, mens Hornet lå ubevægelig og i brand tilbage. 25 japanske og 6 amerikanske fly blev ødelagt i dette første angreb på Hornet.
Med hjælp fra brandslanger fra de tre eskorterende destroyere kom brandene på Hornet under kontrol klokken 10. Sårede blev evakueret fra hangarskibet, og et forsøg blev gjort af krydseren Northampton på at bugsere Hornet væk fra kampområdet. Det tog imidlertid tid, at få en trosse på plads, og flere bølger af japanske fly var på vej. 

### Efterfølgende angreb den 26. oktober
Fra kl. 9.30 modtog Enterprise mange af de beskadigede fly fra jagerdækningen og tilbagevendende rekognosceringsfly fra begge hangarskibe. Men med flydækket fuldt og en anden bølge af japanske fly på vej, hvilket var blevet opdaget af radaren kl. 9.30, stoppede Enterprise for modtagelse af fly kl. 10 og fly med tomme tanke begyndte at lande på vandet, hvorefter besætningerne blev reddet af destroyere. Et af disse fly – et beskadiget torpedofly fra Enterprise', som tidligere var blevet angrebet af jagere fra Zuihō – styrtede i vandet nær destroyeren Porter. Da destroyeren reddede besætningen, ramte flyet Porter og eksploderede, hvilket forårsagede alvorlige skader og dræbte 15 besætningsmedlemmer. Efter at hangarskibsstyrkens chef havde givet ordre til at sænke skibet, blev besætningen reddet af destroyeren Shaw, som derpå sænkede Porter med kanonild på positionen (08°32′S 167°17′Ø / 8.533°S 167.283°Ø).
Da den første bølge af japanske angrebsfly begyndte at vende tilbage til deres hangarskibe fra angrebet på Hornet, opdagede et af dem Enterprise styrken og rapporterede hangarskibets position. Den anden japanske angrebsbølge, som troede at Hornet var ved at synke – rettede deres angreb mod Enterprise, da disse begyndte kl. 10.08. Den amerikanske jagereskorte havde igen besvær med at opfange de japanske fly, inden de angreb Enterprise, og nedskød kun 2 af de 19 styrtbombefly, da de indledte deres angreb på hangarskibet. De angreb gennem intens antiluftskytsild fra Enterprise og dens eskorte, men bombeflyene ramte hangarskibet med to 250 kg bomber og ramte tæt forbi med en tredje, hvilket forårsagede svære skader på hangarskibet og fik den forreste flyelevator til at sætte sig fast. 12 af de 19 bombefly gik tabt ved dette angreb.
20 minutter senere ankom de 16 torpedofly fra Zuikaku og delte sig for at angribe Enterprise. En gruppe torpedofly blev angrebet af to Wildcats, som nedskød 3 og beskadigede en fjerde. Mens den var i brand styrtede den fjerde med vilje ned i destroyeren Smith, hvilket satte skibet i brand og dræbte 57 af besætningen. Destroyeren sejlede ind i det sprøjtende kølvand fra slagskibet South Dakota, da det kunne hjælpe med til at slukke branden og genoptog herefter sin position og affyrede sine resterende antiluftskytskanoner mod de stadig angribende torpedofly.
De resterende torpedofly angreb Enterprise, South Dakota og krydseren Portland, men alle deres torpedoer ramte ved siden af eller var blindgængere, som ikke forårsagede skader. Angrebet sluttede kl. 10.53. Ni af de 16 angribende torpedofly var blevet skudt ned. Efter at have slukket de fleste af brandene ombord kl. 11.15 genåbnede Enterprise sit flydæk og begyndte at modtage de fly, som kom tilbage fra morgenens angreb på de japanske krigsskibe. Kun nogle få fly landede imidlertid, inden den næste bølge af japanske fly angreb og begyndte deres angreb på Enterprise, hvilket betød en afbrydelse af landingerne.
Mellem kl. 9.05 og 9.14 var Junyō nået inden for 280 sømil fra de amerikanske hangarskibe og afsendte en angrebsstyrke på 17 styrtbombefly og 12 jagere. Mens den japanske hovedstyrke og fremskudte styrke manøvrerede for at nå hinanden, gjorde Junyō klar til at afsende opfølgende angrebsbølger. Klokken 11.21 ankom flyene fra Junyō og dykkede ned mod Enterprise-styrken. Styrtbombeflyene havde en nær-træffer på Enterprise, som forårsagede yderligere skader, og en træffer på South Dakota og krydseren San Juan, der forårsagede nogle skader på begge skibe. 11 af de 17 japanske styrtbombefly blev ødelagt i dette angreb.
Klokken 11.35 besluttede Kinkaid at trække Enterprise og dens eskorte ud af slaget. Enterprise var alvorligt beskadiget og Hornet ude af kampen, og Kinkaid antog (korrekt), at japanerne havde et eller to ubeskadigede hangarskibe i området. Han gav Hornet-styrken ordre til at følge efter, så hurtigt de kunne. Mellem kl. 11.39 og 13.22 modtog Enterprise 57 af de 73 amerikanske fly, som var i luften, mens den sejlede væk fra slaget. De resterende amerikanske fly landede på havet, og deres besætninger blev reddet af eskorterende krigsskibe.
Mellem kl. 11.40 og 14 modtog Zuikaku og Junyō de få fly, som vendte tilbage fra morgenens angreb på Hornet og Enterprise og forberedte opfølgende angreb. Luftstabsofficeren på Junyō beskrev tilbagekomsten af hangarskibets første angrebsgrupper:
| Citat | Vi afsøgte himlen med ængstelse. Der var kun nogle få fly på himlen i sammenligning med det antal, der var startet nogle timer tidligere .. Flyene slingrede og snublede ned på dækket, hver eneste jager og bombefly var hullet ... da piloterne trætte klatrede ned fra deres trange cockpits, fortalte de om utrolig modstand, om skyer fyldt med eksploderende antiluftskytsgranater og sporlysprojektiler | Citat |
|       | |       |

Den eneste af bombelederne fra Junyō, som kom tilbage fra det første angreb, var så rystet, "at han til tider ikke kunne tale sammenhængende."
Klokken 13 satte Kondos fremskudte styrke og Abes forreste styrke kursen direkte mod den amerikanske hangarskibsstyrkes sidst rapporterede position og satte farten op for at forsøge at indhente dem og indlede et overfladeslag. Zuihō og Shōkaku, som stadig havde Nagumo ombord, trak sig tilbage fra kampområdet og overlod kontreadmiral Kakuji Kakuta kommandoen over flystyrkerne på Zuikaku og Junyō. Klokken 13.06 afsendte Junyō sin anden angrebsstyrke med 7 torpedofly og 8 jagere, mens Zuikaku afsendte sin tredje angrebsstyrke med 7 torpedofly, 2 styrtbombefly og 5 jagere. Klokken 15.35 afsendte Junyō dagens sidste japanske angrebsstyrke med fire bombefly og 6 jagere.
Efter adskillige tekniske vanskeligheder lykkedes det endelig Northampton at begynde at slæbe Hornet ud af kampområdet kl. 14.45. Samtidig var Hornets besætning tæt på at have fået gang i skibets motorer, men kl. 15.20 angreb den anden angrebsbølg fra Junyō det omtrent stillestående hangarskib. Klokken 15.23 ramte en torpedo Hornet og ødelagde reparationen på motorerne, forårsagede kraftige oversvømmelser og gav skibet en slagside på 14°. Uden motorkraft til at drive pumperne blev Hornet opgivet, og besætningen forlod skibet. Den tredje angrebsbølge fra Zuikaku angreb Hornet på dette tidspunkt og ramte det synkende skib med endnu en bombe. Hele besætningen på Hornet var evakueret kl. 16.27. Det sidste japanske angreb ramte det synkende skib med endnu en bombe kl. 17:20.
Destroyerne Mustin og Anderson fik ordre til at sænke Hornet med kanonild og torpedoer, mens resten af de amerikanske krigsskibe trak sig tilbage mod sydøst for at komme udenfor rækkevidde af Kondos og Abes flåder. Da de japanske flådestyrker var blot 20 minutter borte, forlod de to japanske destroyere Hornets brændende skrog kl. 20.40. Da resten af Kondos og Abes krigsskibe ankom ved Hornet klokken 22:20, besluttede de, at den var for beskadiget til at forsøge at redde. Destroyerne Makigumo og Akigumo skød fire 24 tommer torpedoer ind i skroget, og kl. 1.35 den 27. oktober sank skibet til sidst på den omtrentlige position 08°38′S 166°43′Ø / 8.633°S 166.717°Ø. Adskillige natlige angreb fra Catalinaer med radar mod Junyō og Teruzuki, viden om det forspring, de amerikanske krigsskibe havde ved tilbagetrækningen fra området, samt en kritisk brændstofsituation fik tilsyneladende japanerne til at revurdere yderligere forfølgelse af de amerikanske krigsskibe. Efter at have tanket olie nær de nordlige Salomonøer, vendte skibene tilbage til deres hovedbase ved Truk den 30. oktober. Under amerikanernes tilbagetrækning fra kampområdet til Espiritu Santo og Ny Kaledonien kolliderede South Dakota med destroyeren Mahan og beskadigede den kraftigt.

## Efterspil
Tabet af Hornet var et alvorligt slag for de allierede styrker i det sydlige Stillehav, da det efterlod dem med kun et – beskadiget – hangarskib i hele Stillehavet. Enterprise blev midlertidigt repareret og vendte tilbage til de sydlige Salomonøer blot to uger senere for at støtte de allierede styrker under søslaget ved Guadalcanal, hvor det spillede en vigtig rolle i det der blev det afgørende søslag under slaget om Guadalcanal.
Selv om slaget var en taktisk sejr for japanerne, når man måler det på antallet af sænkede skibe, havde den høje omkostninger. Begge de beskadigede hangarskibe måtte vende tilbage til Japan til omfattende reparationer og genudrustning. Efter reparationerne vendte Zuihō tilbage til Truk i slutningen af januar 1943. Shōkaku var under reparation indtil marts 1943 og vendte først tilbage til fronten i juli 1943, hvor den blev genforenet med Zuikaku ved Truk.
De mest betydningsfulde tab for den japanske flåde var imidlertid flybesætningerne. Amerikanerne mistede 81 fly og 26 piloter og besætningsmedlemmer under slaget. Japanerne derimod mistede 99 fly og 148 piloter og besætningsmedlemmer – herunder to ledere af styrtbombegrupper, tre torpedoeskadrilleledere og 18 andre sektions eller gruppeledere. 49 % af de japanske torpedoflybesætninger, som deltog i slaget, blev dræbt sammen med 39 % af styrtbombeflybesætningerne og 20 % af jagerpiloterne. Japanerne mistede flere flyvere ved Santa Cruz, end de havde mistet i hver af de forudgående tre hangarskibsslag ved Koralhavet (90), Midway (110) og øst for Salomonøerne (61). Da slaget ved Santa Cruz-øerne var slut, var mindst 409 af de 765 japanske eliteflyvere, som havde deltaget i angrebet på Pearl Harbor, døde. Antallet af dræbte flyvere udgjorde 57 fra Zuikaku, 55 fra Shōkaku, 27 fra Junyō og 9 fra Zuihō. Japanerne mistede så mange flybesætninger, at de ubeskadigede Zuikaku og Hiyō også blev tvunget til at vende tilbage til Japan på grund af mangel på uddannede flybesætninger. Efter at være blevet frataget kommandoen kort efter slaget og overført til tjeneste i land skrev admiral Nagumo i sin rapport til flådens hovedkvarter: "Dette slag var en taktisk sejr, men et rystende strategisk nederlag for Japan. I betragtning af vor fjendens store overlegenhed i industriel formåen, skal vi vinde hvert slag overvældende. Dette sidste var desværre ikke nogen overvældende sejr."
Efter at have mistet mange af sine erfarne flybesætninger, og uden nogen hurtig måde at erstatte dem på, på grund af en institutionaliseret begrænset kapacitet i dens programmer til træning af flybesætninger og en mangel på reserver, mistede Japan sin strategiske mulighed for at besejre de allierede hangarskibsstyrker i et enkelt afgørende slag, inden USA's overlegne industrielle styrke gjorde dette mål uopnåeligt. Selv om de vendte tilbage til Truk i sommeren 1943, spillede de japanske hangarskibe ikke længere en offensiv rolle i felttoget på Salomonøerne. Historikeren Eric Hammel opsummerede betydningen af slaget ved Santa Cruz-øerne således: "Santa Cruz var en japansk sejr. Den sejr kostede Japan det sidste reelle håb om at vinde krigen."

## Yderligere læsning
- D'Albas, Andrieu (1965). Death of a Navy: Japanese Naval Action in World War II. Devin-Adair Pub. ISBN 0-8159-5302-X.
- Dull, Paul S. (1978). A Battle History of the Imperial Japanese Navy, 1941–1945. Naval Institute Press. ISBN 0-87021-097-1.
- Lacroix, Eric (1997). Japanese Cruisers of the Pacific War. Naval Institute Press. ISBN 0-87021-311-3. {{cite book}}: Ukendt parameter |coauthors= ignoreret (|author= foreslået) (hjælp)
- Morison, Samuel Eliot (1958). The Struggle for Guadalcanal, August 1942 – February 1943, vol. 5 of History of United States Naval Operations in World War II. Boston: Little, Brown and Company. ISBN 0-316-58305-7.
- Parkin, Robert Sinclair (1995). Blood on the Sea: American Destroyers Lost in World War II. Da Capo Press. ISBN 0-306-81069-7.
- Poor, Henry Varnum (1994). The Battles of Cape Esperance, 11 October 1942 and Santa Cruz Islands, 26 October 1942 (Combat Narratives. Solomon Islands Campaign, 4–5). Naval Historical Center. ISBN 0-945274-21-1. {{cite book}}: Ukendt parameter |coauthors= ignoreret (|author= foreslået) (hjælp)
- Rose, Lisle Abbott (2002). The Ship that Held the Line: The USS Hornet and the First Year of the Pacific War. Bluejacket Books. ISBN 1-55750-008-8.
- Smith, Douglas V. (2006). Carrier Battles: Command Decision in Harm's Way. US Naval Institute Press. ISBN 1-59114-794-8.
- Stafford, Edward P. (2002 (reissue)). The Big E: The Story of the USS Enterprise. Naval Institute Press. ISBN 1-55750-998-0. {{cite book}}: Tjek datoværdier i: |year= (hjælp); Ukendt parameter |coauthors= ignoreret (|author= foreslået) (hjælp)
- Stille, Mark (2007). USN Carriers vs IJN Carriers:  The Pacific 1942. New York: Osprey. ISBN 978-1-84603-248-6.

## Eksterne kilder
- Cagney, James (2005). "Battle of the Santa Cruz Islands". HistoryAnimated.com. Arkiveret fra originalen (javascript) 3. maj 2006. Hentet 2006-05-17., Interactive animation of the battle
- Chen, C. Peter (2004-2006). "Battle of the Santa Cruz Islands". World War II Database. Arkiveret fra originalen 23. marts 2006. Hentet 2006-05-17.
- Horan, Mark. "Battle of the Santa Cruz Islands—26 October 1942". Order of Battle. Hentet 2006-05-17.
- Hough, Frank O.; Ludwig, Verle E.; Shaw, Henry I., Jr. "Pearl Harbor to Guadalcanal". History of U.S. Marine Corps Operations in World War II. Hentet 2006-05-16.
- Lanzendörfer, Tim. "The Battle of Santa Cruz". The Pacific War: The U.S. Navy. Hentet 2006-05-17.
- Office of Naval Intelligence (1943). "The Battle of the Santa Cruz Islands, 26 October 1942". Combat Narrative. Publications Branch, Office of Naval Intelligence, United States Navy (somewhat inaccurate on details, since it was written during the war). Hentet 2006-05-17.
- Parshall, Jon. "Imperial Japanese Navy Page". Hentet 2006-06-14. {{cite web}}: Ukendt parameter |coauthors= ignoreret (|author= foreslået) (hjælp)
- Shepherd, Joel (1998-2003). "1942—Santa Cruz". USS Enterprise CV-6. Arkiveret fra originalen 25. april 2006. Hentet 2006-05-17.